# Кукуйиформные
Кукуйиформные (лат. Cucujiformia) — инфраотряд разноядных жуков. Большинство представителей растительноядные.
К инфраотряду относятся 6 надсемейств и примерно 85 семейств:
- Chrysomeloidea (~7 семейств)
- Cleroidea (8 семейств)
- Cucujoidea (31 семейство)
- Curculionoidea (~8 семейств)
- Lymexylidae (монотипное надсемейство: жуки-сверлила (Lymexylidae))
- Tenebrionoidea (30 семейств)